# Metaleptus pyrrhulus
Metaleptus pyrrhulus là một loài bọ cánh cứng trong họ Cerambycidae.